# Parigny-les-Vaux
Parigny-les-Vaux è un comune francese di 1 004 abitanti situato nel dipartimento della Nièvre nella regione della Borgogna-Franca Contea.

## Società

### Evoluzione demografica
Abitanti censiti